# Stockholmsgranit

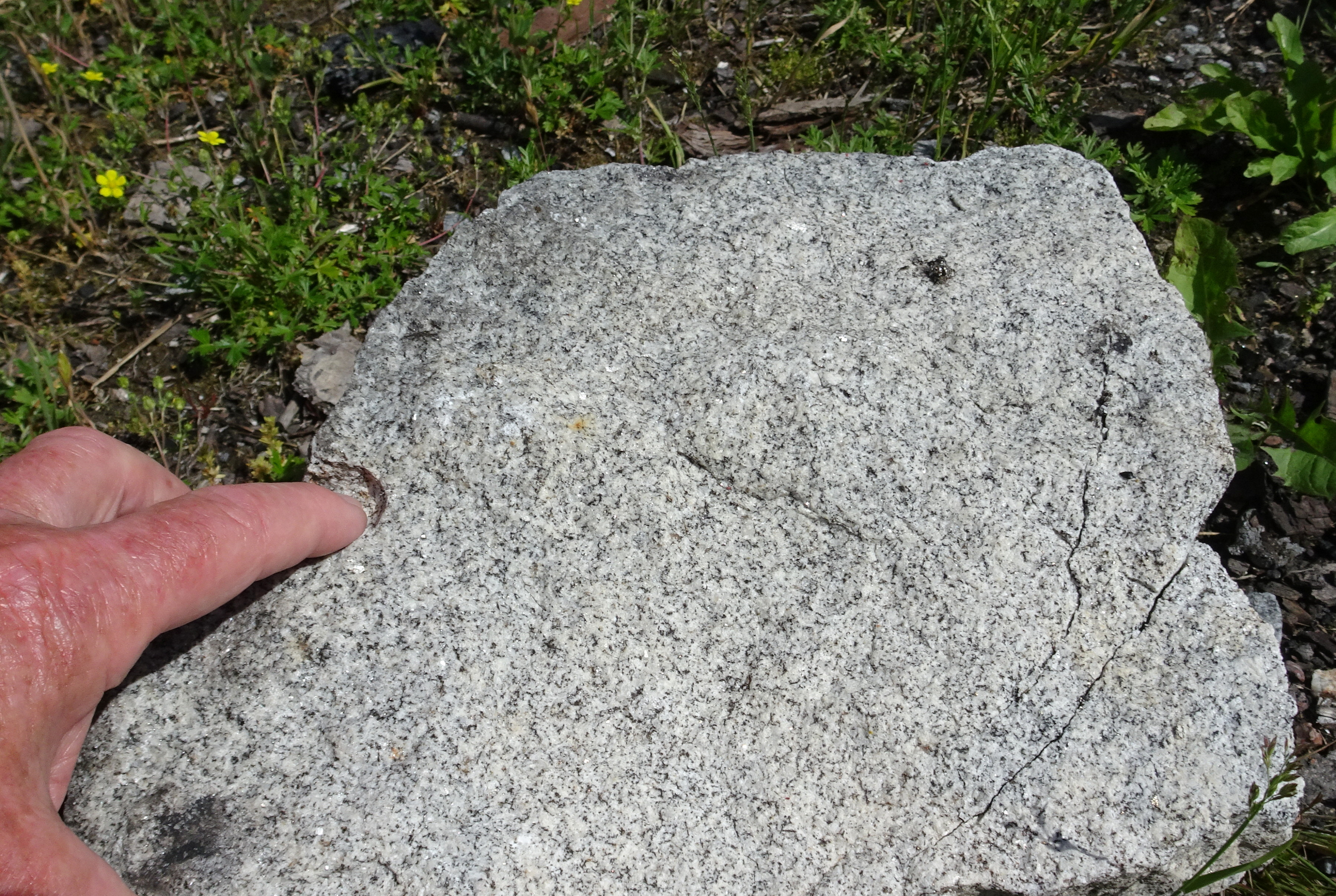
En bit gråvit Stockholmsgranit från Stenhamra stenbrott.

Stockholmsgranit är en lokal variant av bergarten granit som bildar flera mindre massiv i norra delen av Stockholm, och ett större mer sammanhängande massiv i Täby-Vallentunatrakten. Stockholmsgraniten är grå- eller svagt rödaktig och beräknas vara cirka 1 800 miljoner år gammal. Den användes förr som byggnadssten och bröts främst vid Stenhamra stenbrott.

## Beskrivning

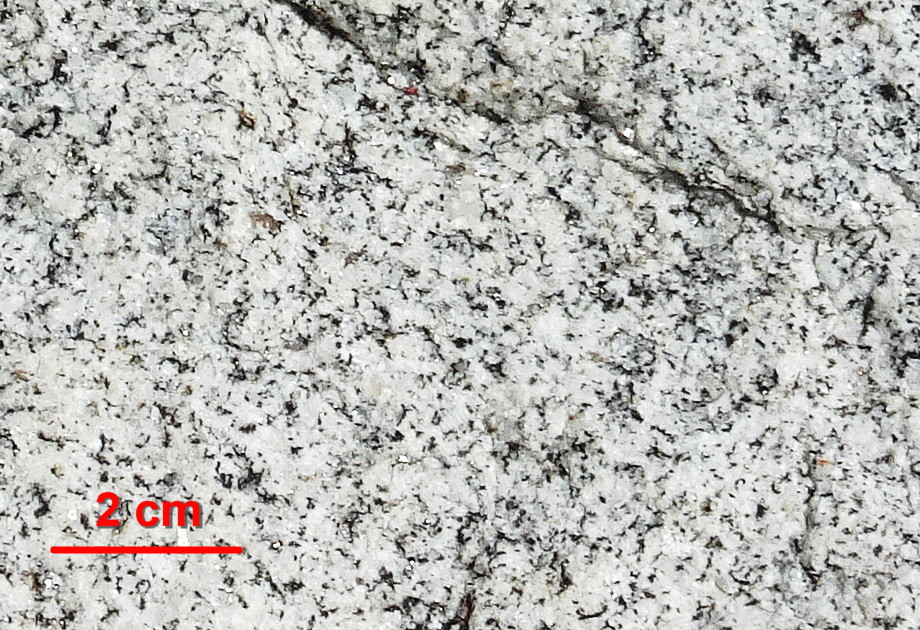
Gråvit Stockholmsgranit, detalj.

Stockholmsgranit är en fin- till medelkornig bergart och har ibland större röda kristaller av kalifältspat. Den är mycket hård (cirka 30 procent hårdare än vanlig granit) och går bra att borra i, vilket är en fördel vid många av stadens tunnelprojekt. Den förekommer bland annat i Katarinaberget på Södermalm och i Atlas Copcos provgruva i Nacka kommun, där företaget testar bergborr- och gruvmaskiner.

## Praktisk användning
Tidigare har Stockholmsgraniten brutits främst vid Stenhamra stenhuggeri (mellan 1884 och 1936) på Svartsjölandet, och använts till exempelvis som gatsten och byggnadssten. Bland kända byggnader uppförda helt eller delvis i Stockholmsgranit kan nämnas:
- Lejonbacken och Logårdsbarriären vid Stockholms slott.
- Obelisken på Slottsbacken (2020 ersatt av en kopia i Bohusgranit).
- NK:s kontorshus (numera riven) fasader.
- Skanstullsverkets ångpannehus (numera riven), sockel.
- Skandiahuset, Mynttorget, fasader.

## Exempel
I Bergianska trädgården kan man se Stockholmsgranit i olika varianter på berghällar.

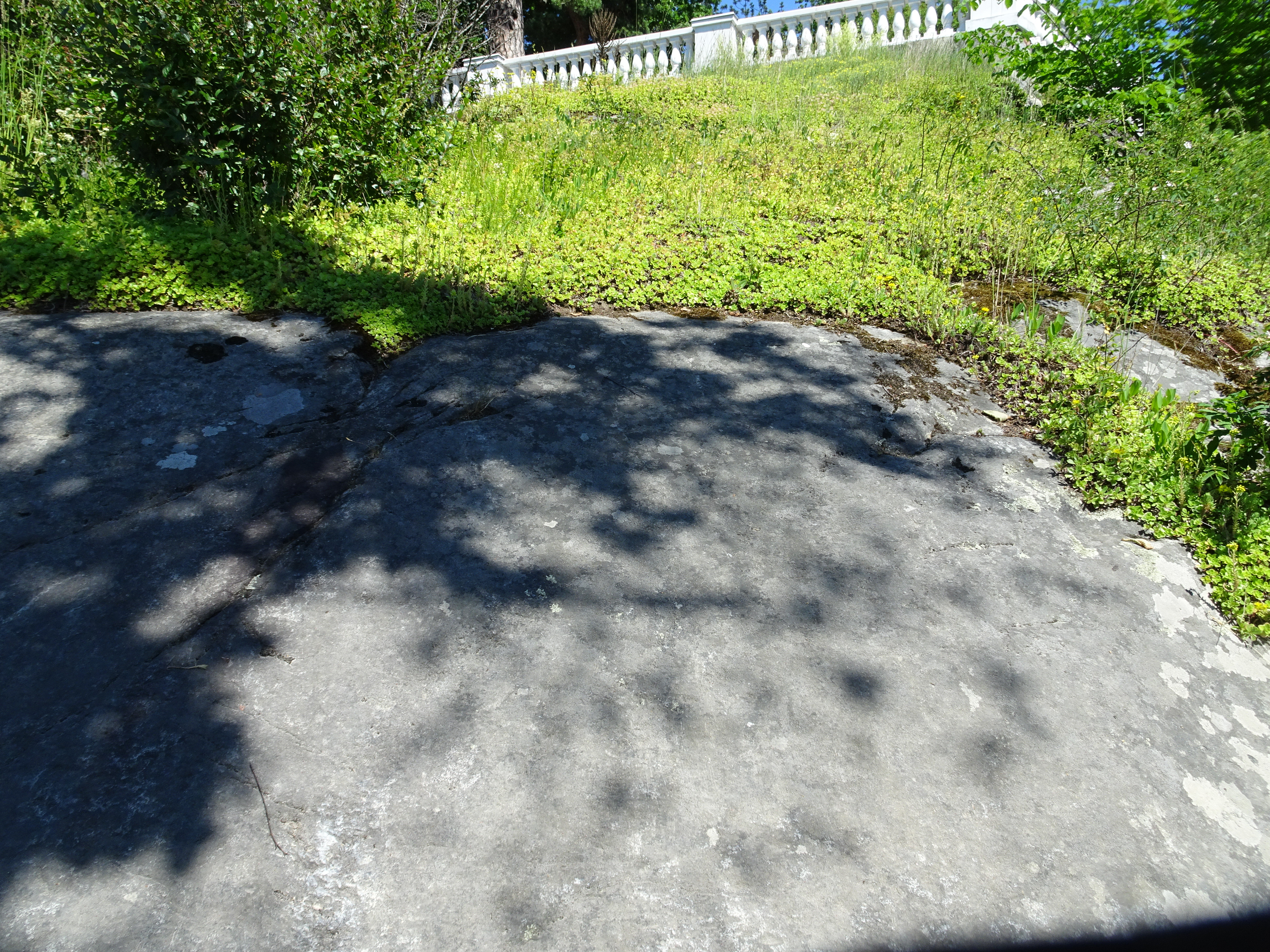
I berghällen nedanför Italienska terrassen kan man se finkornig grå Stockholmsgranit.
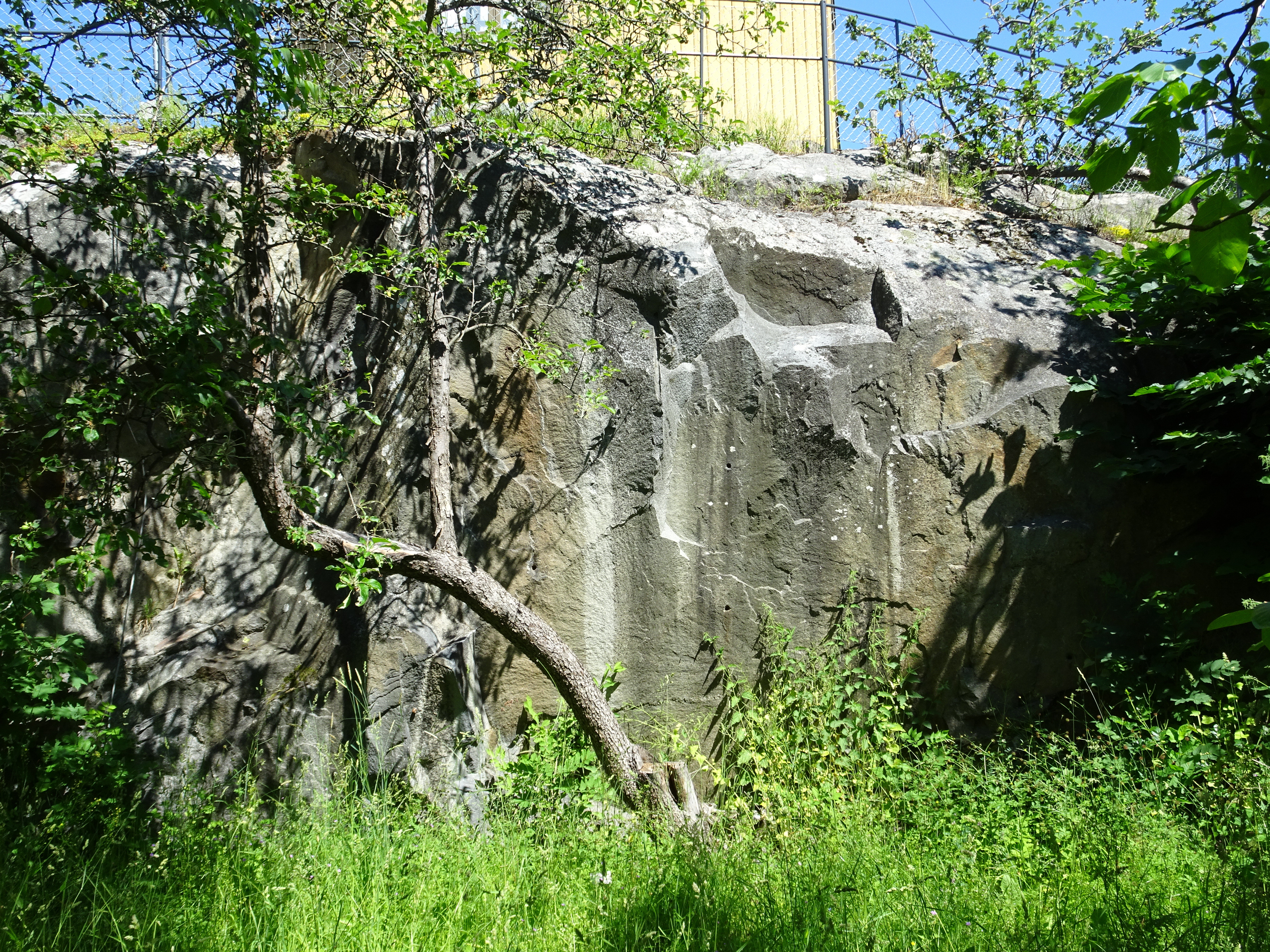
På branten nedanför Wittrocks torn syns svagt rödfärgad Stockholmsgranit.
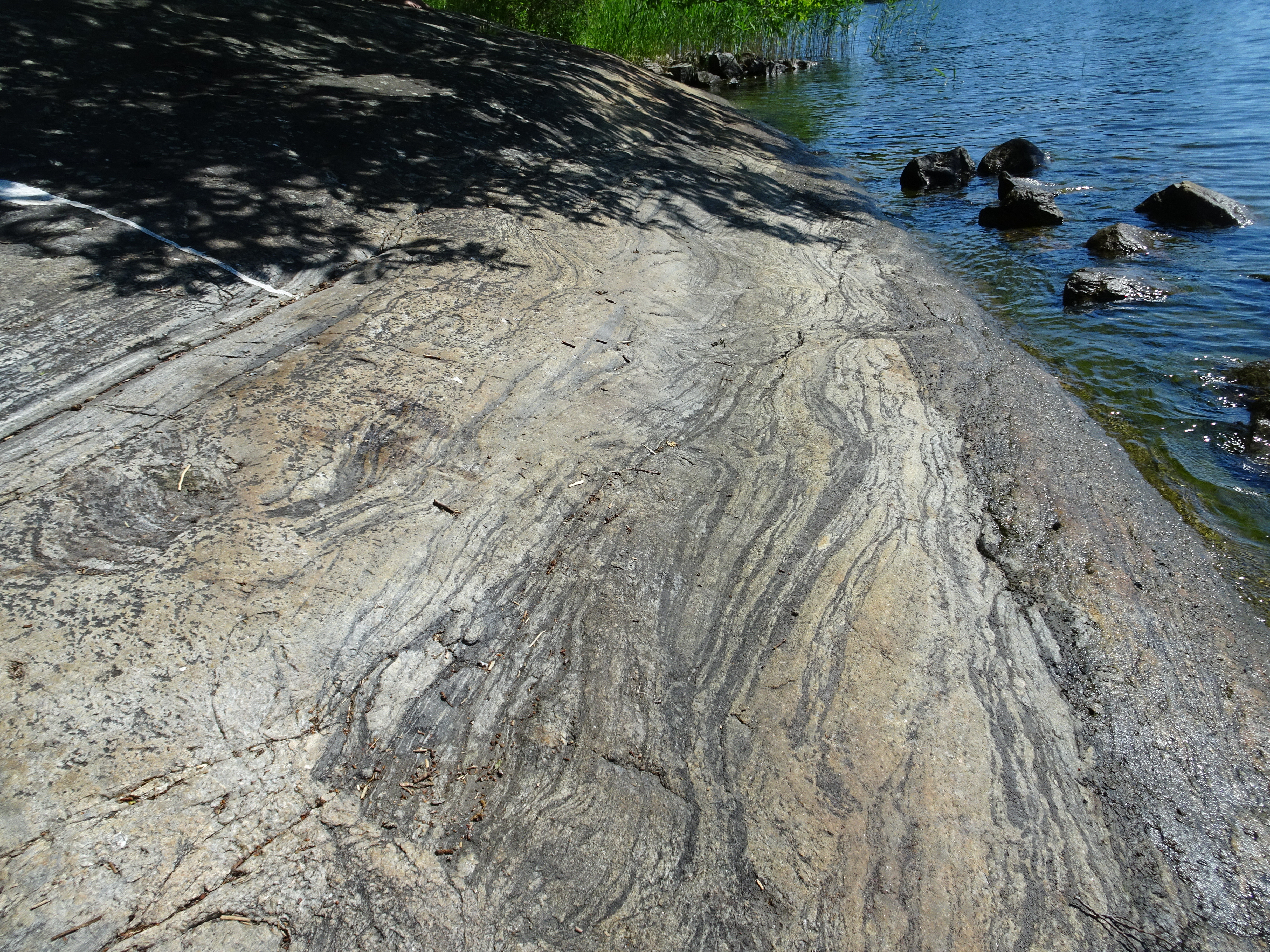
Berghäll i vattenbrynet nära Victoriahuset med vågmönster av inträngande Stockholmsgranit.
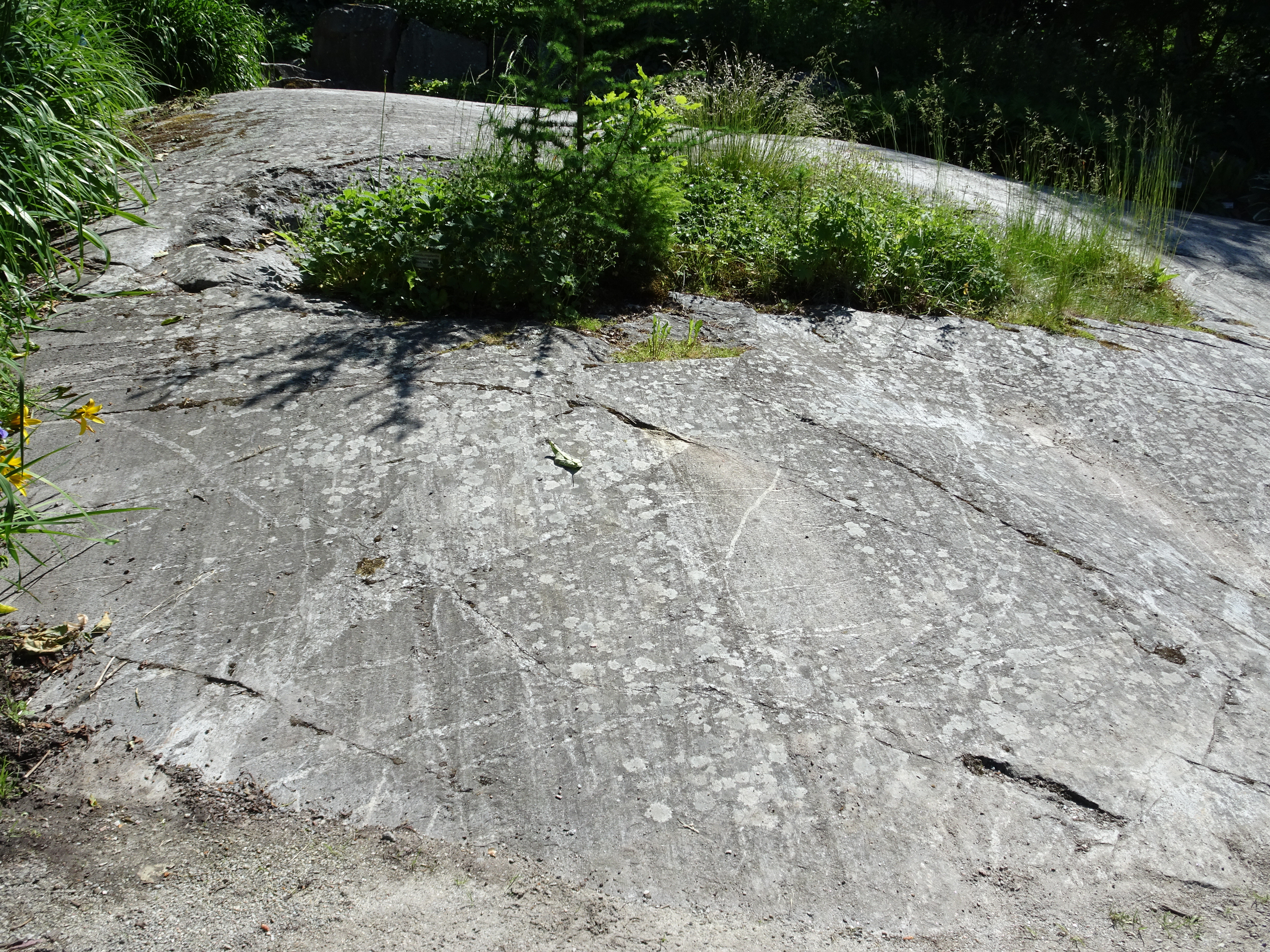
Berghäll strax intill Japanska dammen, i hällens kant syns ett parti av rödlätt Stockholmsgranit.